# Mitrasacmopsis
Mitrasacmopsis é um género botânico pertencente à família Rubiaceae.